# Treeton
Treeton är en ort och civil parish i Rotherham i Storbritannien.   Den ligger i grevskapet South Yorkshire och riksdelen England, i den sydöstra delen av landet, 220 km norr om huvudstaden London. Treeton ligger 59 meter över havet och antalet invånare är 2 570.
Terrängen runt Treeton är platt. Runt Treeton är det mycket tätbefolkat, med 1 266 invånare per kvadratkilometer. Närmaste större samhälle är Sheffield, 7,6 km väster om Treeton. Runt Treeton är det i huvudsak tätbebyggt.